# Élisabeth de Yougoslavie
 (novembre 2016).
Si vous disposez d'ouvrages ou d'articles de référence ou si vous connaissez des sites web de qualité traitant du thème abordé ici, merci de compléter l'article en donnant les références utiles à sa vérifiabilité et en les liant à la section « Notes et références ».
Élisabeth de Yougoslavie ou Élisabeth Karageorgévitch (en serbe : Кнегиња Јелисавета Карађорђевић / Jelisaveta Karađorđević), princesse de Yougoslavie puis de Serbie, est née le 7 avril 1936 à Belgrade, en Yougoslavie. Issue de la branche cadette de la maison Karageorgévitch, c’est une femme d'affaires, une femme politique et une écrivaine de livres pour enfants.

## Famille
La princesse Élisabeth est la fille du prince-régent Paul de Yougoslavie (1893-1976) et de son épouse la princesse Olga de Grèce (1903-1997). Par son père, la princesse est donc l’arrière petite-fille du prince souverain Alexandre de Serbie (1806-1885) tandis que, par sa mère, elle est l'arrière-petite-fille du roi Georges Ier de Grèce (1845-1913).
Le 21 janvier 1961, la princesse Élisabeth épouse, à Manassas, aux États-Unis, l’industriel Howard Oxenberg (1919-2010). De ce mariage civil, qui se termine par un divorce en 1966, naissent deux filles : 
- Catherine Oxenberg (1961), actrice américaine, qui épouse, en 1998, le producteur Robert Evans (1930) avant de divorcer la même année et de se remarier, en 1999, à l’acteur Casper Van Dien (1968) ;
- Christina Oxenberg (1962), écrivaine américaine[2],[3].

Le 23 septembre 1969, la princesse Élisabeth se remarie au banquier et homme politique britannique Neil Balfour (1944). De ce second mariage, qui se termine également par un divorce, naît un fils :
- Nicholas Augustus Balfour (1970).

Après une liaison avec l'acteur gallois Richard Burton (1925-1984), la princesse Élisabeth se remarie, en 1987, à Manuel Ulloa Elías (1922-1992), ancien Premier ministre du Pérou. Le couple se sépare en 1989 et divorce peu avant la mort de Manuel Ulloa Elías, en 1992.

## Biographie
La princesse Élisabeth naît à Belgrade en 1936. Elle est âgée d’à peine 5 ans quand son père est renversé et sa famille est envoyée en exil au Kenya. Rentrée en Europe avec ses parents en 1948, elle effectue ses études au Royaume-Uni, en Suisse et en France. Ce n’est qu’après la chute du régime communiste qu’elle rentre, pour la première fois, en Yougoslavie.
Devenue adulte, la princesse Élisabeth publie quatre livres pour enfants écrits en serbe et crée deux parfums, nommés Jelisaveta et E.
Consciente de la mésentente existant entre orthodoxes, catholiques et musulmans en Yougoslavie dès avant la chute du régime communiste, la princesse Élisabeth invite, en 1991, les autorités religieuses de son pays à participer à une conférence sur le dialogue interreligieux organisée à Moscou par Michael Gorbatchev. Malgré tout, la guerre civile éclate quelques mois plus tard et la Yougoslavie implose.
À la fin des années 1990, la princesse crée la Fondation Princesse-Élisabeth, une organisation sans but lucratif  destinée à aider les victimes de la guerre civile en leur fournissant une aide matérielle et médicale, en offrant un foyer aux enfants déplacés et en inscrivant les étudiants dans des universités étrangères. 
En 2004, la princesse Élisabeth se présente à l'élection présidentielle serbe, ce qui provoque la colère de son cousin, le prétendant Alexandre de Yougoslavie. Ce dernier considère en effet que la famille royale ne doit pas prendre part à la vie politique du pays. De son côté, Élisabeth déclare que son but n’est pas de restaurer la monarchie en Serbie mais de restaurer l’État serbe après la guerre civile. Elle n’obtient que 2,1 % des voix mais termine tout de même 6e des 15 candidats à la présidence.

## Dans la culture
En 2019, le musée historique de Serbie consacre une exposition à la princesse. Intitulée « Princess Elizabeth - A long Journey home », elle dure de la mi-septembre à la mi-novembre.

## Honneurs
- Grand Patron de l'Ordre de la Fleur de Lys (Royaume-Uni)[5].
- Dame Grand Cordon de l'Ordre Royal et Hachémite de la Perle (Sultanat de Sulu)[6].